# 佐々宜央
佐々 宜央（さっさ のりお、1984年〈昭和59年〉5月13日 - ）は、日本のプロバスケットボール指導者。東京都出身。2024年8月からの所属チームは琉球ゴールデンキングスで役職はアソシエイトヘッドコーチ。
選手とのコミュニケーションを非常に重要視し、プレー中には激しいアクションで選手を鼓舞する情熱溢れるコーチである。ゲーム中にベンチ前で片膝を立てて座るポーズはファン・ブースターから「佐々ポーズ」と呼ばれ愛されている。
東海大学卒業。
父親の仕事の関係でアメリカ在住経験があり、英語が話せる。

## 略歴
小学生からバスケットを始め、成蹊中学時代には都大会で2位の成績を残し、ジュニアオールスターに選出された。
高校時代には、東京都のオールスターゲームである支部選抜対抗戦において、西東京地区（約80校）の代表として選抜され、大会で優勝を果たすなど、プレーヤーとしても活躍した。
大学は東海大学に進学、在学中より指導者の道を歩み、2005年から2009年まで東海大学コーチを務める。
2009年より2012年まで日立サンロッカーズ、2013年から2016年まではリンク栃木ブレックスでそれぞれアシスタントコーチを務める。
また、2009年にはユニバーシアード日本代表ACを務め、2014年には日本代表ACに就任し、2017年6月まで務めた。
2017年7月、琉球ゴールデンキングスヘッドコーチ就任。
2019年12月、心身の疲労困憊を理由に琉球ゴールデンキングスのヘッドコーチを退任した。
2020年2月、宇都宮ブレックスのサポートコーチに就任。
2022年6月、宇都宮ブレックスのヘッドコーチに就任、2024年まで務めた。2024年8月、琉球ゴールデンキングスのアソシエイトヘッドコーチ就任。
2023年度の男子日本代表チームのアシスタントコーチも務めた。